# Elżbieta Dębska
Elżbieta Dębska – polska aktorka, kompozytorka, piosenkarka, autorka tekstów.

## Życiorys
W 1992 ukończyła studia na Wydziale Aktorskim we Wrocławiu Akademii Sztuk Teatralnych im. Stanisława Wyspiańskiego w Krakowie. Zadebiutowała w warszawskim Teatrze Kwadrat w spektaklu "Z batutem i Kwadratem". W tym samym roku zagrała w filmie Jana Jakuba Kolskiego "Pograbek". Absolwentka Państwowej Szkoły Muzycznej II stopnia im. Ryszarda Bukowskiego we Wrocławiu. Przez wiele lat współpracowała z Maciejem Zembatym, z którym koncertowała i nagrywała płyty z polskimi wersjami utworów Leonarda Cohena.
Wystąpiła na wielu festiwalach w Polsce i za granicą (Festiwal Piosenki Autorskiej i Muzyki Świata transVOCALE, Suwałki Blues Festiwal, Jimiway Blues Festiwal, Las Woda&Blues Festiwal, Biała Blues Festival, Blues nad Becvou) oraz na koncertach polonijnych (m.in. w Berlinie, Hamburgu, Hannoverze i Brunszwiku).
W 2012 nagrała własną płytę z piosenkami Leonarda Cohena i Janis Joplin. W grudniu 2017 roku ukazał się jej kolejny krążek - "Moje jutro" - zawierający wyłącznie kompozycje autorskie.

## Dyskografia
- "Samotny Taniec" - pod pseudonimem Pola (1996)
- "Kochałam cie dziś rano / I loved you in the morning" (2012)
- "Moje jutro" (2017)

## Płyty nagrane z Maciejem Zembatym
- "Zembaty STGS" (1998)
- "Siła niewolników" (2000)
- "In My Secret...Live" (2002)
- "Piosenki z trumienki" (2002)
- "Wolność znaczy Freedom" (2009)

## Filmografia
- Pograbek, 1992 (jako Julka)
- Nowe podróże Guliwera, 1992 (dubbing)
- Jańcio Wodnik, 1993 (wykonanie piosenki)
- Magneto, 1993 (jako Linka i Woda, wykonanie piosenki)
- Wynajmę pokój, 1993 (jako uczestniczka seansu narkotykowego)
- Cudowne miejsce, 1994 (jako Olesia)
- Sukces, 1995 (jako żona biznesmena)
- Złote runo, 1996 (jako blondyna)
- Prostytutki, 1997 (jako disc jockey, wykonanie piosenki)
- Disneyland, 1998 (jako barmanka)
- Jak narkotyk, 1999 (jako piosenkarka, wykonanie piosenki)
- Suplement, 2002 (jako uczestniczka imprezy)
- Pensjonat pod Różą, 2005 (jako pielęgniarka)